# Georges Rougeron
Georges Rougeron, né le 6 janvier 1911 à Saint-Germain-des-Fossés (Allier) et mort le 10 août 2003 à Commentry (Allier), est un homme politique français.

## Biographie
Plâtrier à l'origine, il est secrétaire de Marx Dormoy à partir d'octobre 1934, puis secrétaire général adjoint de la municipalité de Montluçon. Il reprend ensuite son activité de plâtrier et commence des activités de résistance.
Il est arrêté le 1er octobre 1942 et interné administrativement. Il est libéré pour maladie en novembre 1943 et assigné à résidence. Il reprend ses activités, prenant part à la constitution du Comité départemental de Libération de l'Allier en 1944, dont il assume le secrétariat. Le 21 août 1944, il rédige l'appel départemental de libération.
Il est élu conseiller général du canton de Commentry le 23 septembre 1945, mandat détenu jusqu'en 1988. Il devint conseiller municipal et maire de Commentry en novembre 1947, mandat détenu jusqu'en 1989. Il est ensuite conseiller municipal de Bézenet de 1995 à 2001. Il est président du conseil général de l'Allier de 1945 à 1970 et de 1976 à 1979. Il est également élu sénateur de l'Allier le 26 avril 1959 et réélu pour neuf ans le 23 septembre 1962, mais non réélu en 1971.
Il est membre de la Société bourbonnaise des études locales et de la Société d'histoire de la révolution de 1848 et des révolutions du XIXe siècle. 
Il obtient le grade de docteur en histoire à la faculté des lettres et sciences humaines de Clermont-Ferrand. Il est l'auteur de nombreuses publications concernant principalement l'histoire de l'Allier et de ses institutions. Georges Rougeron est l'invité de l’émission radio « Histoire d'en parler » sur l'antenne radio de FR3 Auvergne, pour 5 épisodes de 30 minutes consacrés à Marx Dormoy, émission présentée par Christian Lassalas en 1980 (témoignage conservé à l'INA).
Ses archives sont conservées par les Archives départementales de l'Allier (26 J).

## Décorations[1]
- Chevalier de la Légion d'honneur
- Officier de l'ordre national du Mérite
- Officier de l'ordre des Palmes académiques
- Médaille de la Résistance française par le décret du 11 mars 1947[2].

## Publication
- Jean-Paul Perrin, Georges Rougeron (1911-2003), Charroux, Éd. des Cahiers bourbonnais, Hors série n° 5, 2003, 72 p., ill.